# Amphitrite (Q094)
Ne doit pas être confondu avec Amphitrite (Q159).
Pour les articles homonymes, voir Amphitrite (homonymie).
Le sous-marin français Amphitrite, lancé en 1914, est le navire de tête de la classe des huit sous-marins construits pour la Marine française dans les années 1910 et achevés pendant la Première Guerre mondiale. Il a été envoyé à la ferraille en 1935.